# Brombenzoesäuren
| Gefahrensymbol |

| Gefahrensymbol |

| Gefahrensymbol |

Die Brombenzoesäuren bilden in der Chemie eine Stoffgruppe, die sich sowohl von der Benzoesäure als auch vom Brombenzol ableitet. Die Struktur besteht aus einem Benzolring mit angefügter Carboxygruppe (–COOH) und Brom (–Br) als Substituenten. Durch deren unterschiedliche Anordnung ergeben sich drei Konstitutionsisomere mit der Summenformel C7H5BrO2.

## Eigenschaften
Die Brombenzoesäuren sind kristalline Feststoffe. Die Schmelzpunkte unterscheiden sich deutlich. Die 4-Brombenzoesäure, die die höchste Symmetrie aufweist, besitzt den höchsten Schmelzpunkt. Die Brombenzoesäuren weisen aufgrund des −I-Effekts des Bromsubstituenten eine höhere Acidität im Vergleich zur Benzoesäure auf. Die pKs-Werte sind daher entsprechend niedriger (Benzoesäure: 4,20).
o-Brombenzoesäure kristallisiert im monoklinen Kristallsystem in der Raumgruppe C2/c (Raumgruppen-Nr. 15) mit den Gitterparametern a = 14,82 Å, b =4,10 Å, c =25,90 Åund β = 118,15°. In der Elementarzelle befinden sich acht Formeleinheiten.
m-Brombenzoesäure kristallisiert ebenfalls im monoklinen Kristallsystem in der Raumgruppe P21/a (Nr. 14, Stellung 3) mit den Gitterparametern a = 25,99 Å, b = 4,73 Å, c = 6,07 Å und β = 102°.
Auch p-Brombenzoesäure kristallisiert im monoklinen Kristallsystem in der Raumgruppe P21/a (Nr. 14, Stellung 3) mit den Gitterparametern a = 29,59 Å, b = 6,15 Å, c = 3,98 Åund β = 95,5°. In der Elementarzelle befinden sich 4 Formeleinheiten.